# Кутно (станция)
Кутно (пол. Kutno) — пассажирская и грузовая узловая железнодорожная станция в городе Кутно Лодзинского воеводства Республики Польша. Имеет 4 платформы и 7 путей.
Согласно польской классификации «Категории железнодорожных вокзалов» станция Кутно относится к категории «Региональные вокзалы», как находящийся в небольшом городке и обслуживающий в основном региональные и местные перевозки..
Станция была построена в 1861 году, когда город Кутно был в составе Царства Польского.
Теперь станция Кутно обслуживает переезды на линиях: 
- Варшава-Западная — Куновице,
- Лодзь-Видзев — Кутно,
- Кутно — Пила-Главная,
- Кутно — Бродница.